# Aeroportul Can Tho
Aeroportul Can Tho (Sân bay Cần Thơ, Can Tho Airport, IATA: VCA, ICAO: VVCT) este un aeroport în estul districtului Can Tho din Mekong delta, Vietnam. Este nodul principal pentru Vietnam Airlines. The runway is 2400 m x 45 m, asphalt.

## Linii aeriene
- Vietnam Airlines (Hanoi)
- Jetstar Pacific Airlines (Hanoi)